# 马龙河 (元江)
马龙河，位于中华人民共和国云南省楚雄彝族自治州，是元江上游石羊江段左岸支流，源流称羊草河，发源于南华县西部五街镇烂泥箐石冠山，向东流至南华龙川镇羊草河村（旧属徐营乡）转东南流，于梅子树村以南成为南华与楚雄两县市界河，过南华雨露白族乡白泥阱后进入楚雄市，东南流经楚雄东华镇路上村、邑多么村、大地基乡红卫桥村等地后进入双柏县，于双柏县爱尼山乡凹子村转西南流，于爱尼山乡大平地西南汇入石羊江。河长134.8公里，流域面积1946.6平方公里，落差2031米。年均流量3.30亿立方米。